# Change.org
Change.org는 자선 활동과 사회를 바꾸기 위한 다양한 캠페인을 온라인 서명 수집 및 신고를 중심으로 한 사회 변혁 활동 지원 업무를 하는 사회적 기업이자 웹사이트이다. B 코퍼레이션으로 인증된 영리법인으로 델라웨어에서 등록되었다.
국제 앰네스티와 동물 애호 협회와 같은 단체가 청원 활동을 주최하는 사이트를 두고 있다. 주로 다루는 문제는 경제, 사법, 인권, 교육, 환경, 동물, 건강, 지속 가능한 식품이다.

## 역사
Change.org는 2007년 2월 7일 현 CEO인 벤 래트레이에 의해 현 CTO인 마크 다이머스와 애덤 체이어의 지원 아래 설립되었다. 2012년 2월 기준으로 4개 대륙에 100명의 직원이 있고, 래트레이는 2012년 말에는 20개국에 지사를 두고 아랍어나 중국어를 비롯한 더 많은 언어로 사이트를 대응시킬 계획이 있다고 언급했다.
2010년 Change.org는 블로그 액션 데이에 협찬했다.
2011년 "중국 해커"로부터 분산 서비스 거부 공격을 받았다고 주장했다. 이 공격 의혹은 아이 웨이웨이의 석방을 중국 정부에 요구하는 청원 활동에 기인하고있는 것으로 알려져 있다.
2012년 애리조나 주립 대학교는 에릭 헤이우드 학생이 시작한 등록금 인상 반대 운동에 대해 Change.org에 대한 액세스를 차단했다. 대학 측은 "Change.org는 스팸 사이트다."라고 주장하고 일반 학문, 연구, 관리를 위한 유한적이고 가치있는 네트워크 자원의 사용을 보호하기 위해 실시했다고 밝혔다. 이에 대해 자유 언론의 인터넷 캠페인 디렉터인 조시 레비는 "합법적인 사이트의 사이트에 접속하는 것은 망 중립성의 정신과 원리를 침해하는 것이며, 또한 학문의 자유를 위축시켜 있으며, 헌법 수정 제1조에 위반될 가능성이 있다."고 주장했다.
같은 해 4월 5일에는 Change.org의 회원이 1,000만명에 이르러서어 현재 인터넷에서 가장 빠르게 성장하고있는 소셜 액션 플랫폼이 되었다. 그리고 하루에 500개의 새로운 청원이 나온다.
같은 해 5월 13일 가디언, BBC 뉴스 등은 Change.org가 38 Degrees에 대항하여 영국을 위한 청원 플랫폼의 출범을 알렸다.

## 같이 보기
- 아바즈 (시민 단체)
- 국민투표
- 슬랙티비즘
- 위 더 피플